# Motocyklowe Grand Prix Kataru
Motocyklowe Grand Prix Kataru – eliminacja Mistrzostw Świata Motocyklowych Mistrzostw Świata rozgrywana od 2004 roku.

## Historia
Pierwszy wyścig miał tu miejsce 2 października 2004 roku. Była to trzynasta eliminacja sezonu, a jej zwycięzcami zostali zawodnicy posługujący się językiem hiszpańskim: Jorge Lorenzo (w 125 cm³), Sebastian Porto (250 cm³), Sete Gibernau (MotoGP). W następnym roku mistrzostwa odbyły się 10 października, a zwyciężyli Gábor Talmácsi (125 cm³), Casey Stoner (250 cm³) oraz Valentino Rossi (MotoGP). Następny wyścig odbył się już w kwietniu, dnia ósmego. Swoje drugie zwycięstwa na tym torze odnieśli wtedy Jorge Lorenzo oraz Valentino Rossi. W 2007 roku Lorenzo wygrał po raz trzeci.
W roku 2008 Grand Prix Kataru rozpoczynało sezon. Po raz pierwszy odbył się wyścig nocy. Miało to miejsce 9 marca. Start najlepszych motocyklistów rozpoczął się o 23:00 co przyczyniło się do zmiany parametrów opon wśród motorów (dotychczas wyścig odbywał się przy bardzo wysokich temperaturach). Pierwszym, który wygrał w nocy został Hiszpan Sergio Gadea, natomiast wśród klasy MotoGP najlepszy okazał się Casey Stoner.
Następna edycja (2009) miała zostać rozegrana 12 kwietnia, jednak ze względu na opady deszczu odbyła się ona 13 kwietnia. Po raz kolejny w klasie MotoGP zwyciężył Stoner.
W sezonie 2010 tor po raz kolejny przeszedł do historii mistrzostw świata. Tym razem po raz pierwszy odbył się tutaj wyścig o Moto2, następcy wyścigu klasy do 250 cm³. W wyścigu tym zwyciężył Japończyk Shōya Tomizawa, zaś w klasie MotoGP po trzech latach przerwy zwyciężył Rossi.
W 2011 roku w dniu 20 marca odbyła się kolejna edycja Grand Prix Kataru. W klasie do 125 cm³ zwyciężył po raz drugi z rzędu Hiszpan Nicolás Terol. W Moto2 po raz drugi w karierze wygrał Stefan Bradl, zaś w MotoGP ponownie zwyciężył Casey Stoner.
W 2012 roku kolejną edycję GP Kataru wygrali: Jorge Lorenzo (klasa MotoGP), Marc Márquez (Moto2) i Maverick Viñales (Moto3).
W 2013 roku piąty triumf w Katarze zaliczył Jorge Lorenzo (klasa MotoGP), wyprzedzając Valentino Rossiego i debiutanta w najwyższej klasie Marca Marqueza. W innych klasach wygrali Pol Espargaró i Luis Salom.
W 2014 roku kolejny nocny wyścig w Katarze okazał się szczęśliwy dla Marca Marqueza, Esteve Rabata i Jacka Millera. Szczególnie dramatyczny był wyścig w najwyższej klasie MotoGP, gdzie z powodu śliskiej nawierzchni z wyścigu wyleciało kilku czołowych zawodników: Jorge Lorenzo, Stefan Bradl, Álvaro Bautista i inni.

## Lista zwycięzców
| Data                 | Moto3             | Moto2               | MotoGP           |
| -------------------- | ----------------- | ------------------- | ---------------- |
| 6 marca 2022         | Andrea Migno      | Celestino Vietti    | Enea Bastianini  |
| 28 marca 2021        | Jaume Masiá       | Sam Lowes           | Maverick Viñales |
| 8 marca 2020         | Albert Arenas     | Tetsuta Nagashima   | Odwołane         |
| 10 marca 2019        | Kaito Toba        | Lorenzo Baldassarri | Andrea Dovizioso |
| 18 marca 2018        | Jorge Martin      | Francesco Bagnaia   | Andrea Dovizioso |
| 26 marca 2017        | Joan Mir          | Franco Morbidelli   | Maverick Viñales |
| 20 marca 2016        | Niccolò Antonelli | Thomas Lüthi        | Jorge Lorenzo    |
| 29 marca 2015        | Alexis Masbou     | Jonas Folger        | Valentino Rossi  |
| 23 marca 2014        | Jack Miller       | Esteve Rabat        | Marc Márquez     |
| 7 kwietnia 2013      | Luis Salom        | Pol Espargaró       | Jorge Lorenzo    |
| 8 kwietnia 2012      | Maverick Viñales  | Marc Márquez        | Jorge Lorenzo    |
| Data                 | 125 cm³           | Moto2               | MotoGP           |
| 20 marca 2011        | Nicolás Terol     | Stefan Bradl        | Casey Stoner     |
| 11 kwietnia 2010     | Nicolás Terol     | Shoya Tomizawa      | Valentino Rossi  |
| Data                 | 125 cm³           | 250 cm³             | MotoGP           |
| 13 kwietnia 2009     | Andrea Iannone    | Hector Barbera      | Casey Stoner     |
| 9 marca 2008         | Sergio Gadea      | Mattia Pasini       | Casey Stoner     |
| 10 marca 2007        | Héctor Faubel     | Jorge Lorenzo       | Casey Stoner     |
| 8 kwietnia 2006      | Alvaro Bautista   | Jorge Lorenzo       | Valentino Rossi  |
| 10 października 2005 | Gabor Talmacsi    | Casey Stoner        | Valentino Rossi  |
| 2 października 2004  | Jorge Lorenzo     | Sebastian Porto     | Sete Gibernau    |

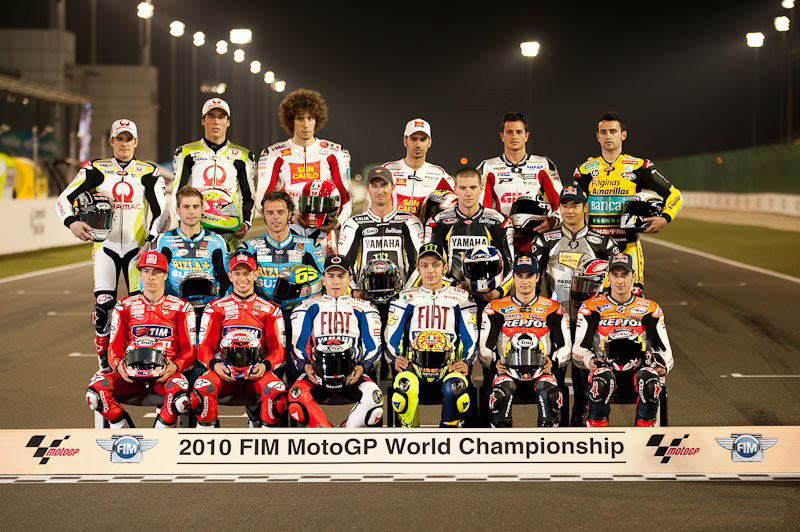
Motocykliści MotoGP podczas GP w 2010 roku

Najwięcej zwycięstw wśród narodowości w Grand Prix Kataru ma Hiszpania (22 z 49 wyścigów). 12 zwycięstw mają Włochy, 6 Australia, 2 Niemcy i Japonia, a po 1 mają Argentyna, Węgry, Francja i Szwajcaria

## Zwycięstwa według zawodników
- 6 – Jorge Lorenzo
- 5 – Casey Stoner
- 4 – Valentino Rossi
- 2 – Nicolás Terol, Marc Márquez, Maverick Viñales, Andrea Dovizioso
- 1 – Sebastian Porto, Sete Gibernau, Gabor Talmacsi, Alvaro Bautista, Héctor Faubel, Mattia Pasini, Andrea Iannone, Hector Barbera, Shoya Tomizawa, Stefan Bradl, Luis Salom, Pol Espargaró, Jack Miller, Esteve Rabat, Alexis Masbou, Jonas Folger, Niccolò Antonelli, Thomas Lüthi, Joan Mir, Franco Morbidelli, Jorge Martín, Kaito Toba, Lorenzo Baldassarri